# ولتری
شهر  ولتری (به ایتالیایی: Velletri) با جمعیت ۵۱٬۵۰۷ نفر  در ناحیه لاتزیو در کشور ایتالیا واقع شده‌است.

## دوران باستان
نام کهن این شهر در زبان لاتینی ولیترای بوده است. تیتوس لیویوس در کتاب از پیدایش روم می‌نویسد که در ۴۹۴ ق.م. میان جمهوری روم و قوم ولسکیان جنگی افتاد. رومیان آئولوس ورگینیوس، یکی از کنسولانِ آن سال، را به جنگ با ایشان فرستادند. او شکستشان داد و تا ولیترای تعقیبشان کرد، و آنجا ساکنان شهر را چنان کشتن گرفت که خونی که آنجا بر زمین رفت بیشتر از آنی بود که در خودِ نبرد رفته بود. رومیان سپس این شهر را مستعمره‌ی خود کردند.